# Premi Unión de Actores a la millor interpretació de repartiment de cinema
El Premi a la millor interpretació de repartiment en la seva secció de cinema lliurat per la Unión de Actores entre 1996 i 2001 reconeixia la millor interpretació d'un actor o actriu de repartiment dins d'una pel·lícula.
Des de l'edició de 2002, aquesta categoria es desdoblega en:
- Millor actriu de repartiment de cinema
- Millor actor de repartiment de cinema

## Guardonats
| Any  | Guanyadora       | Pel·lícula    |
| ---- | ---------------- | ------------- |
| 2001 | Rosa Maria Sardà | Sin vergüenza |
| 2000 | Terele Pávez     | La comunidad  |
| 1999 | Juan Fernández   | Solas         |
| 1998 | Paco Maestre     | Barrio        |
| 1997 | Pilar Bardem     | Carne trémula |
| 1996 | Nathalie Seseña  | La celestina  |